# 岛主
岛主是岛的主人。在中国，土地所有权在国家，所以就是拥有岛屿较长使用权的个人或者企业。岛主可以分为私人岛主和企业岛主。中国岛主有680位左右，60%是湖岛岛主，30%是江河岛岛主，10%是海岛主。中国岛主联盟是目前中国岛主联合体，共有26位私人岛主。